# La violación de Lucrecia (ópera)
La violación de Lucrecia (en inglés, The Rape of Lucretia, muchas veces mal traducido por "El rapto de Lucrecia"), es una ópera de cámara, Op.37, con música de Benjamin Britten y libreto en inglés de Ronald Duncan. Fue estrenada en el Festival de Glyndebourne el 12 de julio de 1946. Fue escrita para Kathleen Ferrier, quien interpretó el rol titular. Duncan basó el libreto en la obra de André Obey, Le Viol de Lucrèce y éste, a su vez, se basó en un poema La violación de Lucrecia de Shakespeare, y todos beben del relato de Tito Livio.

## Argumento

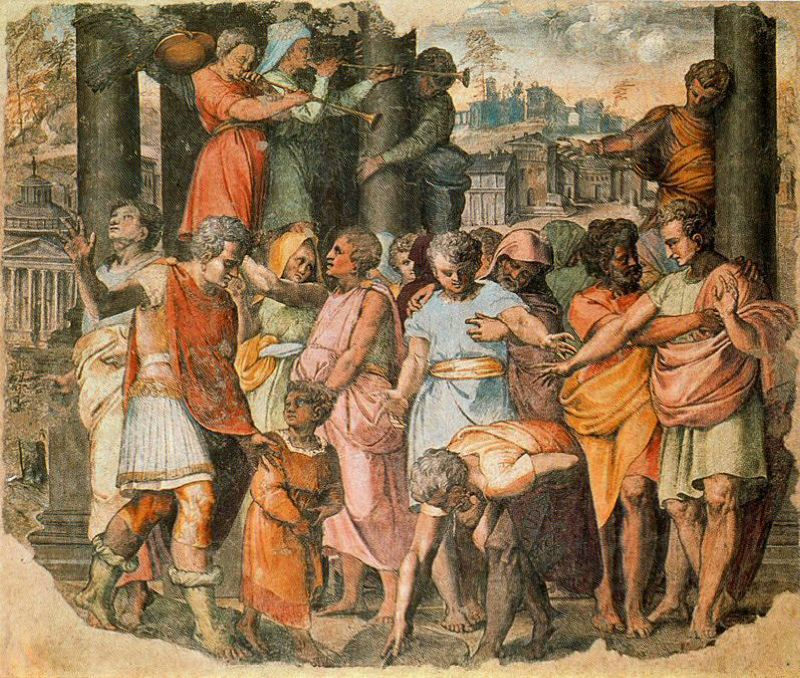
Tarquino el Soberbio funda el Templo de Júpiter Capitolino, fresco traspasado a lienzo, Galleria degli Uffizi, Florencia.

## Historia